# Велилы
Велилы — село в Марёвском муниципальном районе Новгородской области, административный центр Велильского сельского поселения. На 1 января 2012 года постоянное население деревни — 68 жителей, число хозяйств — 29. Площадь земель относящихся к селу — 29,7 га.
Село расположено на юге Новгородской области, на правобережье притока Полы — реки Руна, на Валдайской возвышенности, на высоте 113 м над уровнем моря, на расстоянии 22 км к юго-западу от Марёва.

## История
Велилы один из древнейших населённых пунктов Новгородской области, о чём свидетельствует большое количество археологических объектов близ села: селище, две сопки, курганная группа (VI—IX вв.) и жальник. Велилы упоминаются в Новгородской первой летописи, в списке «А се имена всѣм градом Рускым, далним и ближним.»:
... Дѣмяна, Молвотицѣ, Березовечь, Стержь, Морева, Велиль, Лукы, Руса, Куръ на Ловоти...
 Волость Велиля в Деревской пятине Новгородской земли, центром которой было нынешнее село, занимала территорию, ныне находящуюся не только в Марёвском районе, но и в Холмском районе Новгородской области, а также на севере Пеновского и Андреапольского районов Тверской области. До 1406 года чаще упоминается как Велилля. В 1540-х годах был учреждён и Велильский ям (нынешняя деревня Ям, близ Велил)
С 1824 года село Велилы волостной центр Велильской волости в составе вновь учреждённого Демянского уезда Новгородской губернии учреждённого из части Старорусского уезда, волостей Валдайского и Крестецкого уезда Новгородской губернии и волости Холмского уезда Псковской губернии. В селе в 1875 году священником Алексеем Андреевым с прихожанами была выстроена каменная церковь Успения Божией Матери с приделами Ильи Пророка и Дмитрия Солунского, её закрыли в 1937 году, ныне сохранились только руины. Также близ села сохранились следы усадеб «Седловщина» с парком 6,4 га и «Федяевщина» с парком 8 га.
В списке населённых мест Демянского уезда за 1909 год село Велилы, и погост Велилы указаны как относящиеся к Велильской волости уезда. Население села Велилы, что было тогда на земле Ямского сельского общества — 21 житель: мужчин — 9, а женщин — 12, число жилых строений — 6. На погосте Велилы, что тогда был на церковной земле, числились: 34 жителя (10 — мужчин и 24 женщины), жилых строений — 7. В селе были две молочные и одна винная лавка, а на погосте имелись 2 церкви, приют, школа и торговые ряды, где 14 (27) сентября проходила ежегодная ярмарка.
Во время Великой Отечественной войны Велилы были местом ожесточённых боёв. Ныне в Велилах есть воинское захоронение 222 советских воинов погибших в то время — (перезахоронение из деревень Дурнево и Путьково)